# 단층 전이금속 칼코젠화합물

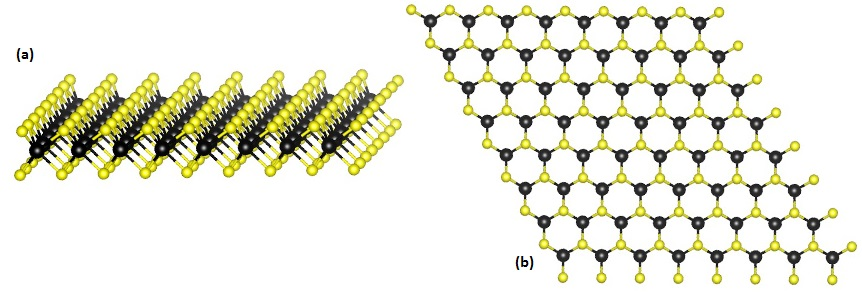
(a) 육각형 단층 TMD의 구조. M 원자는 검은색, X 원자는 노란색이다. (b) 위에서 본 육각형 단층 TMD.

단층 전이금속 칼코젠화합물 (TMD 또는 TMDC)은 원자적으로 얇은 MX2 반도체이다(M은 전이 금속 원자(Mo, W 등), X는 칼코젠 원자(S, Se 또는 Te)).
M 원자 한 층은 X 원자 두 층 사이에 끼여 있다. 이들은 대규모 그룹인 2D 소재 중 하나로, 매우 얇다는 것을 강조하기 위해 TMD라 이름 붙여졌다. 일례로, MoS2 단층의 두께는 겨우 6.5Å이다. 첫주기 전이 금속 칼코제나이드와 비교했을 때, TMD 물질의 주요 특징은 2D 구조에서 큰 원자들의 상호작용이다. 일례로, WTe2는 비정상적인 거대자기저항과 초전도성을 띤다.
그래핀의 발견으로, 거시 규모의 벌크 결정이 1개 원자층으로 얇아졌을 때 물리적 특성이 생겨나는 방식을 알 수 있다. 흑연과 마찬가지로, TMD 벌크 결정은 단일 층들이 반데르발스 힘으로 서로 결합하며 형성된다. TMD 단층은 준금속 그래핀과는 확연히 다른 특성을 가진다.:
- 단층 TMD MoS<sub id="mwKg">2</sub>, WS<sub id="mwLA">2</sub>, MoSe<sub id="mwLg">2</sub>, WSe<sub id="mwMA">2</sub>, MoTe<sub id="mwMg">2</sub> 는 직접 띠틈이 있다. 이는 전자공학에서 트랜지스터로, 광학에서 방출기와 검출기로 사용될 수 있다.[2][3][4][5]
- 단층 TMD 결정 구조는 반전 중심이 없기에, 전하 운반자는 새로운 자유도인 k-valley 지수에 접근할 수 있고 이는 밸리트로닉스라는 새로운 물리학 분야를 열 수 있다.[6][7][8][9]
- 단층 TMD의 강한 스핀-궤도 상호작용으로 인해, 가전자대 수백 meV, 전도대 수 meV의 스핀-궤도 상호작용[10]이 생긴다. 이를 이용해 들뜬 상태의 레이저 광자 에너지와 나선성을 조정하여 전자의 스핀을 제어할 수 있다.[11]
- TMD 층의 2D 특성과 높은 스핀-궤도 상호작용 덕분에, 스핀트로닉스 응용의 유망한 재료가 될 수 있다.[12][13]